# استعادة السائل الموهن بالانقلاب

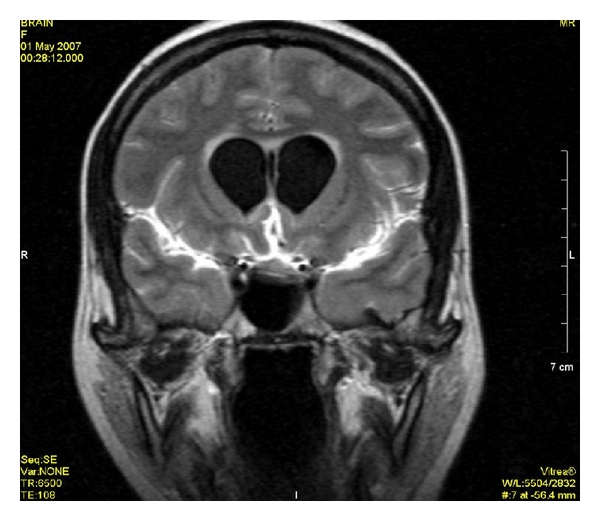
استعادة السائل الموهن بالانقلاب بعد التباين في حالة التهاب سحايا.

استعادة السائل الموهن بالانقلاب (بالإنجليزية: Fluid-attenuated inversion recovery)‏ يُعرف اختصارًا باسم FLAIR، هو سلسلة التصوير بالرنين المغناطيسي مع استعادة بالانقلاب لمجموعة فارغة السوائل. مثلًا قد يستعمل في تصوير الدماغ لإزالة تأثير السائل الدماغي الشوكي على الصورة، وذلك لإظهار الآفات مفرطة الشدة حول البيطنات الدماغية، مثل التصلب المتعدد. اكتُشفت بواسطة الطبيب غرايم بيدر.

## التقنية
{\displaystyle {\textrm {TI}}=\ln(2)\cdot T_{1},\,}

## التطبيقات السريرية
يُستخدم تحليل سلسلة استعادة السائل الموهن بالانقلاب في تقييم ودراسة اضطرابات الجهاز العصبي المركزي، والتي تتضمن:
- السكتة الدماغية الجوبية
- التصلب المتعدد
- النزف تحت العنكبوتية
- إصابة الرأس
- التهاب السحايا والأمراض السحائية الأخرى.